# Петренко, Павел Дмитриевич
Па́вел Дми́триевич Петре́нко (укр. Павло́ Дмитро́вич Петре́нко; род. 17 июля 1979, Черновцы, УССР, СССР) — украинский политик и юрист. Народный депутат Украины.
Член Политсовета партии «Народный фронт». Заслуженный юрист Украины. Министр юстиции Украины с 27 февраля 2014 до 29 августа 2019.

## Образование
С отличием окончил Черновицкий национальный университет имени Юрия Федьковича, специальность — «Правоведение» (2001); Украинскую академию внешней торговли при Министерстве экономики Украины, специальность — «Менеджмент внешнеэкономической деятельности» (2004).
В 2014 году получил учёную степень кандидата юридических наук.

## Карьера
Январь — декабрь 2001 — главный юрисконсульт ОАО «Государственный ощадный банк Украины» (Киев).
2001—2005 — работа на руководящих должностях в департаменте правового обеспечения ОАО «Ощадный банк Украины» (Киев).
2006—2010 — частная адвокатская практика.
Ноябрь 2010 — декабрь 2012 — депутат Киевского областного совета, член постоянной комиссии по вопросам законности, правопорядка и борьбы с коррупцией.
С 2009 года был членом общественной организации и политической партии «Фронт перемен», входил в бюро партии и руководил юридическим департаментом.
С 12 декабря 2012 года — народный депутат Украины VII созыва от партии Всеукраинское объединение «Батькивщина», № 52 в списке. Секретарь Комитета Верховной Рады по вопросам верховенства права и правосудия. На выборах был руководителем юридического департамента Объединённой оппозиции «Батькивщина».
15 июня 2013 года, после объединения «Фронта перемен» и Всеукраинского объединения «Батькивщина», был избран одним из заместителей лидера «Батькивщины».
За время работы в парламенте стал автором и соавтором более 60-ти законопроектов, треть из которых были приняты Верховной Радой.
В марте 2014 года сложил полномочия народного депутата Украины, перейдя на работу в правительство.
С 27 февраля 2014 года — министр юстиции в правительстве Арсения Яценюка. Является противником разрыва Харьковских соглашений с Россией. 1 апреля 2014 года Павел Петренко сказал, что Украина не будет денонсировать соглашения с Россией по Черноморскому флоту, а также, что «если Россия в одностороннем порядке будет увеличивать цену на газ, мы также со своей стороны будем насчитывать ту цену, которая по существующей формуле является действительной, без учёта этой денонсации, пусть россияне тогда попробуют в международных судах доказать свою правоту».
2 декабря 2014 года Верховной Радой Украины было утверждено Второе правительство Яценюка , Павел Петренко сохранил должность. В январе 2015 года его первым заместителем была назначена Наталья Севостьянова.
14 апреля 2016 года Второе правительство Яценюка было отправлено в отставку, в новом правительстве Гройсмана, все также сохраняет должность министра юстиции Украины.

## Скандал с имуществом
13 сентября 2018 года Соломенский районный суд Киева обязал НАБУ открыть уголовное дело по причине того что министр возможно задекларировал не достоверную информацию об своем имуществе статья 366-1 (декларирование недостоверной информации). Согласно решению суда уголовное дело занесено в "Единый реестр досудебных расследований". Согласно декларации Петренко за 2017 год у него нету своего жилья и живёт он в арендованном. Но в сентябре 2018 года в украинских СМИ появилась такая информация что племянница министра Божена Кличук стала владелицей двух квартир в элитных жилых комплексах в печерском районе (Киева) и автомобиля Lexus NX200. Как выяснило журналистское  расследование сама племянница не живёт в этих квартирах, а живёт в другой квартире которая принадлежит ее матери. Сам же Петренко утверждает что не имеет не какого отношения к имуществу племянницы и пользуется только задекларированным имуществом а это автомобиль Volkswagen Golf которому по словами министра 11 лет и арендует автомобиль Toyota. 2 октября 2018 года НАБУ открыло уголовное дело.

## Награды
- Наградное оружие — пистолет «Форт-17-05» (28 марта 2014), пистолет-пулемёт «Форт-224» (24 августа 2014)[6], пистолет «Кольт» M1911 с 84 патронами[7].